# Metasepia
Metasepia je nepočetný rod drobných sépií žijících v Pacifiku. Dva zástupci tohoto rodu jsou charakterističtí malou, tlustou sépiovou kostí, připomínající diamant.

## Druhy
Tento rod má dva druhy:
- Metasepia pfefferi
- Metasepia tullbergi